# Iago Indias
Iago Indias Fernández, más conocido como Iago Indias, (Vigo, 3 de enero de 1996) es un futbolista español que juega de defensa en la U. D. Ibiza de la Primera Federación. Es también hijo del exfutbolista Alejo Indias.

## Trayectoria
Iago Indias comenzó su carrera deportiva en el R. C. D. Espanyol "B", equipo con el que debutó, en Segunda División B, en la temporada 2014-15. Pasó seis temporadas en el Espanyol B, en las que disputó 106 partidos, logrando además cuatro goles.
El 24 de agosto de 2020 se hizo oficial su fichaje por el C. D. Castellón. Tras una temporada en el club se marchó al C. E. Sabadell F. C., donde también estuvo un año antes de regresar al C. D. Castellón el 1 de agosto de 2022. Esta segunda etapa duró dos campañas, consiguiendo en la segunda de ellas un ascenso a Segunda División, y el 29 de julio de 2024 fichó por la U. D. Ibiza.

## Clubes
| Club                  | País   | Año       |
| --------------------- | ------ | --------- |
| R. C. D. Espanyol "B" | España | 2015-2020 |
| C. D. Castellón       | España | 2020-2021 |
| C. E. Sabadell F. C.  | España | 2021-2022 |
| C. D. Castellón       | España | 2022-2024 |
| U. D. Ibiza           | España | 2024-     |